# コトヌー協定
コトヌー協定（コトヌーきょうてい）とは、欧州連合 (EU) とアフリカ・カリブ海・太平洋諸国（ACP諸国）との間で結ばれた国際協定。2000年6月にACP79か国とEU加盟15か国がベナン最大の都市コトヌーで調印した。その後本協定は2002年に発効し、EU-ACP開発協力の歴史の中では一番新しい出来事とされている。

## 目的
コトヌー協定では、持続可能な開発に貢献し、ACP諸国の世界経済への統合に寄与することで、貧困の撲滅を図ることが目的とされている。またコトヌー協定では、犯罪に対する訴追逃れへの対策実施や国際刑事裁判所 (ICC) を介して刑事裁判の実施を促進することにも触れられている。

## 理念
コトヌー条約は1975年から続けられたEU-ACP開発協力の根拠であったロメ協定に替わるものとして合意された。ところがコトヌー協定は従来のものと比べて幅広い分野を対象としている。また期間も20年間とされ、以下の4つの原則に基づくものとなっている。
- 開発戦略のパートナーと所有の公平性 - 原則として、社会や経済をどのように発展させるかを決めるのはACP諸国の自主性によるものとする。
- 参加 - 中央政府が中心的な役割を果たすのに加えて、コトヌー協定はそのほかの主体にも参画の余地を与えている（市民、民間部門、地方政府など）。
- 対話と相互義務 - コトヌー協定は単なるカネの湧き出るポットではない。調印国は対話と評価が続けられることを通じて監視されるような相互の義務を負う（人権の尊重にかんする点などで監視を受ける）。
- 差別化と地域化 - 協力の取り決めは相互の開発水準や必要性、実効性、長期的な開発戦略によって異なるものである。後発開発途上国 (LDC) や内陸開発途上国、小島嶼開発途上国といった国に対しては特別な措置が講じられる。

## 政治的次元
コトヌー協定ではEU-ACP開発協力にかんして、より強力な政治的土台を設定することが求められている。そのため政治対話はさまざまな取り決めの重要点となり、また従来平和と安全保障、武器の取引や移民など、従来は開発協力の分野にないとされていた問題にも対応するようになった。
さらに「良い統治」はコトヌー協定の必須の要素に含まれるものであり、これに反した場合はEUとその違反国との間での開発協力の一部または全部が停止されることになる。このほかにも贈収賄といった重大な腐敗行為に対しては協議が行われ、その結果しだいで支援の停止といった措置がとられることもある。

## 新たな主体
コトヌー条約で新たに導入された点として、開発協力にあたって非国家主体や地方政府の参加が挙げられる。これらの主体は、従来EUとACP諸国との間での協力関係において中心的役割を担ってきた中央政府よりも優越的な立場にあるとされている。
依然ACP諸国の政府が独自の開発戦略を決定する立場にあるが、非国家主体や地方政府はその戦略構築にあたって諮問的に関与している。さらに財源確保のための折衝の機会や事業の実行にかかわることができる。また非国家主体や地方政府は能力強化のための支援を受けることもできる。
コトヌー協定においては民間部門について、持続可能な経済発展に不可欠なものとして重点的に扱っている。またACP諸国の民間部門の支援のための新しい包括的プログラムが導入されており、例えば欧州投資銀行 (EIB) を通じた資金拠出といった方法が挙げられている。

## 通商協力
コトヌー協定によって最も大きく変わったものは通商協力にかんするものである。1975年の第1次ロメ協定以降、EUはACP諸国に対して非相互的貿易特恵を与えてきた。ところがロメ協定においては、この体制は2008年に開始される経済連携協定 (EPA) のスキームに移行することになる。この新たな取り決めでは相互的な貿易協定が定められており、EUが域内市場に参入されるACP諸国の輸出品に対して関税を課さないだけでなく、ACP諸国でもEUの輸出品に対して関税を課さないこととされる。
しかしながらコトヌー協定の差別化の原理に基づくと、2008年以降であってもEUの製品に対してすべてのACP諸国が市場を開放しなければならないということにはならない。後発開発途上国についてはロメ協定での取り決めか、EBA協定の措置のいずれかを選択し、継続することができる。
他方でEPAに参加しないことを決めた非LDC諸国はEUの一般特恵関税制度 (GSP) が適用されることになる。

## プログラム
コトヌー協定では実績に基づくパートナーシップの概念が加えられ、一方で旧来の支援給付の要素は排除された。
新たな取り決めにおいては、EUは開発資源の割当や使用について選択的になり、また実施にあたって柔軟的に対応できるようになった。支援の割当は国ごとの必要性や実績の評価が基本となり、またその評価を考慮して拠出した資金に対して適切な対応が可能であるかということも踏まえられる。原則として「良い運用者」に対しては資金が多く割り振られ、「悪い運用者」への分配は削減されることになる。
コトヌー協定の融資関連の規定では、ACP諸国に対する支援額について、5年ごとにその割当を見直されることになっている。第9次欧州開発基金 (EDF) においては135億ユーロがACP諸国に配分された。

## 政治腐敗対策
政治腐敗が暴力と不安定のサイクルを招く要因の1つであるという考えから、コトヌー協定の前文と第11条6項ではACP諸国とEU加盟国が政治腐敗の撲滅に積極的に取り組むことが明記され、またICCを通して裁判の実施を促すことがうたわれている。ICCは補完性原理に基づくため、2005年に改定されたコトヌー協定では国内水準での、また世界規模の協力を通じても重大な犯罪を訴追することを保証する義務を課す規定が設けられた。加えて第11条6項では締約国に対して次のような義務を課している。
(a) 国際刑事裁判所ローマ規程の批准と履行を可能にするのに必要な法制度の適合のための経験の共有する。
(b) ローマ規程を十分に考慮し、国際法にしたがって国際犯罪と戦う。締結国はローマ規程と、それに関連する法令を批准・履行に向けて取り組む。（以上仮訳）

## 批判
コトヌー協定の主たる柱が貧困の削減である一方で、第9次EDFにおいてアフリカに割り当てられた支援が貧困対策に対して限定的な効果しか持たないという主張がなされている